# Albert Rutherston

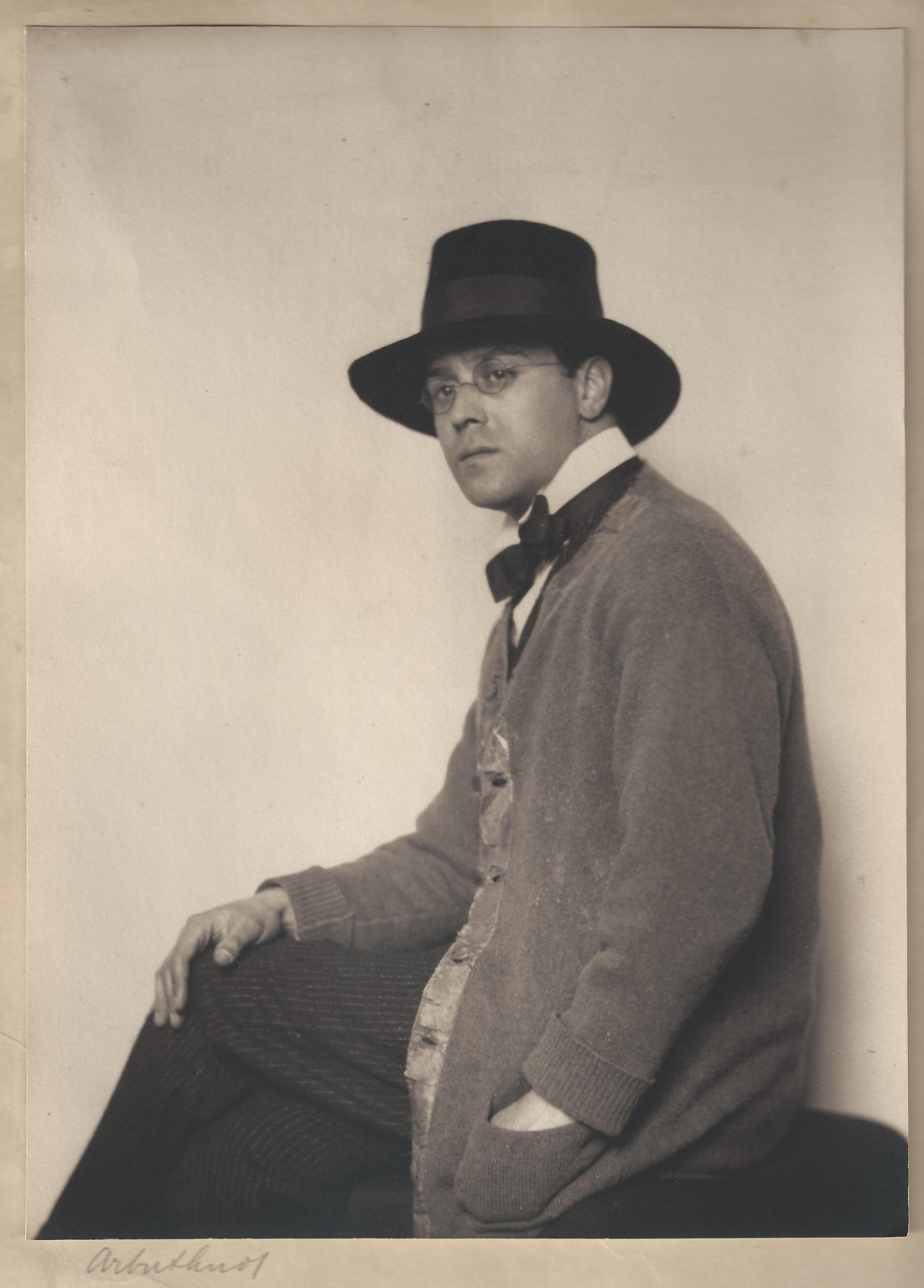
Albert Rutherston, ca. 1011

Albert Rutherston (* Albert Daniel Rothenstein, 12. Mai 1881 in Bradford, England; † 14. Juli 1953 in Ouchy-Lausanne, Schweiz) war ein britischer Maler, Grafiker, Illustrator und Bühnenbildner.

## Leben
Albert Daniel Rothenstein stammte aus einer wohlhabenden deutsch-jüdischen Einwandererfamilie und war der jüngere Bruder des Künstlers William Rothenstein. Er studierte von 1898 bis 1902 an der Slade School of Fine Art in London zusammen mit Augustus John und William Orpen, mit denen er als die „drei Musketiere“ bekannt wurde. Ab 1900 stellte er regelmäßig im New English Art Club aus, dessen Mitglied er 1905 wurde. Er war mit Walter Sickert befreundet und schloss sich kurzzeitig dessen Fitzroy Street Group an. Während des Ersten Weltkriegs änderte er 1916 aus Loyalität zu Großbritannien seinen Nachnamen in Rutherston und diente in der britischen Armee in Ägypten und Palästina. Nach seiner ersten Einzelausstellung 1910 in der von seinem Bruder mitbegründeten Carfax Gallery in London wandte sich Albert Rutherston ab 1912 verstärkt der angewandten Kunst zu. Er arbeitete nun vor allem mit Aquarellfarben, entwarf Bühnenbilder, Buchillustrationen – vor allem für die Curwen Press ab 1919 – sowie Kostüme, Plakate und Keramik. Außerdem war er Herausgeber der Monografienreihe Contemporary British Artists, die bei Charles Scribner’s Sons erschien.
1938 kehrte er auf Anregung des Künstlers Barnett Freedman zur Ölmalerei zurück. In dieser Zeit entstand eine Reihe von Porträts und Aktdarstellungen, wobei Patricia Koring über ein Jahrzehnt als sein bevorzugtes Modell fungierte. Albert Rutherston stellte in den 1920er und 1930er Jahren regelmäßig in den Londoner Leicester Galleries aus und nahm an Gruppenausstellungen der Ben Uri Gallery in den Jahren 1937, 1944 und 1951 teil. 1930 schuf er Entwürfe zu einer bekannten Haggada, was zu seinen wenigen Arbeiten mit jüdischem Thema zählt. Seine erste Lehrtätigkeit nahm Albert Rutherston an der Camberwell School of Art auf. 1920 initiierte er ein Reformprojekt zur Erneuerung der Oxford School of Drawing, Painting and Design, die später in der Ruskin School of Drawing in Oxford aufging. Dort war er zunächst Gastdozent und von 1928 bis 1948 Ruskin Master of Drawing. Albert Rutherston verstarb am 14. Juli 1953 in Ouchy-Lausanne, Schweiz.

## Werk

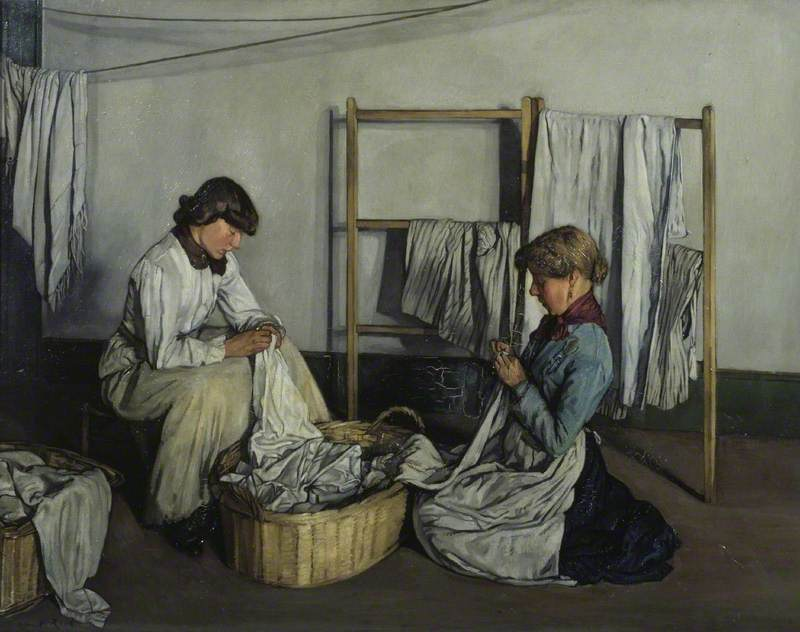
Albert Rutherston: Laundry Girls (Wäscherinnen), 1906

Albert Rutherston begann seine künstlerische Laufbahn als Maler realistischer Motive, entwickelte aber ab etwa 1910 einen eher dekorativen Stil. Seine erste Einzelausstellung fand 1910 in der Carfax Gallery in London statt. Nach 1912 wandte er sich verstärkt der Buchillustration, dem Bühnenbild und der Plakatgestaltung zu. Er illustrierte für Verlage wie Curwen Press und entwarf unter anderem Plakate und Fahrkarten für die London Underground. 1927 illustrierte er Thomas Hardys Yuletide in a Younger World. Sein Buch Decoration in the Art of the Theatre erschien 1919. Von 1929 bis 1948 war er Ruskin Master of Drawing an der Universität Oxford. Ab 1938 wandte er sich wieder der Ölmalerei zu und malte Porträts und Akte.
Seine Werke befinden sich in öffentlichen Sammlungen in Großbritannien, darunter das Ben Uri Museum, das British Museum, die Manchester Art Gallery, die National Portrait Gallery, die Tate Gallery und das Victoria and Albert Museum.